# 村井啓一
村井 啓一（むらい けいいち、1973年11月20日 - ）は、日本の陸上競技選手・陸上競技指導者・マラソントレーナー。広島県出身。松山大学卒業。
アテネオリンピック女子マラソン5位入賞の土佐礼子とは2004年12月15日に結婚。村井が松山大学在学時、土佐礼子は3年下の後輩であり、大学時代から土佐との交際を続けており、その後妻となった礼子の良きパートナーとして、かつて妻の陸上競技生活を夫として支えていた。現在は2児の父親。

## 経歴
実業団で選手として活動していたが、徐々に後進の指導に軸足を傾けはじめ、2005年にNTT西日本を退社。現役を引退し、松山大学に職員として就職。2007年4月、松山大学陸上競技部女子長距離コーチ（現松山大学女子駅伝部コーチ）に就任した。現役時代の経験を生かしたテクニカルなコーチングと精神面のケアなどの繊細なコーチングを行う。
2007年、世界陸上選手権大阪大会での村井は、妻・土佐礼子の女子マラソンでの銅メダル獲得、及び翌2008年の北京オリンピック女子マラソン内定選出に陰ながらも貢献した。
トレーナーとしてだけではなく、マネジメント業務も平行してこなす。世界陸上大阪大会では、出場選手の要望に従い、愛媛県松山市内の総合百貨店において、4種類のおこわを購入したことがマスコミによって大々的に紹介された。
主な教え子に、リオデジャネイロオリンピック女子3000M障害日本代表の高見澤安珠、光州ユニバーシアード女子ハーフマラソン銅メダリストの上原明悠美などがいる。

## 備考
- 松山大学陸上競技部では選手として活躍。3000mとマラソンの松山大学陸上競技部記録を保持している。
- 松山大学卒業後、NTT西日本大阪に入社。2003年、ニューイヤー駅伝に出場。6区で区間35位の好成績をマークした。同年の愛媛マラソンでは7位入賞を果たした。2004年、びわ湖毎日マラソンに出場するも、調整不足が祟り118位に終わる。2005年、防府読売マラソンに出場するも、64位に沈んだ。愛媛マラソンでは10位入り、ベストテンに食い込んだ。
- 2007年世界陸上大阪大会男子マラソン6位入賞・2008年北京オリンピック男子マラソン代表の大崎悟史は、NTT時代の同僚でもある。
- 2008年8月、北京五輪女子マラソンに出走した妻・土佐礼子だったが、出走前から外反母趾の故障（その後無月経による疲労骨折と判明）を抱えていたため、村井も不安をよぎっていた。そして17Km付近で土佐が先頭集団から脱落すると、土佐は表情を歪め足を引きずりながら走っていたため、土佐の完走は無理と判断。その後村井は沿道から「礼子、もういいよ!止めろ、辞めろ!!」と大声で叫ぶと、土佐は25Km過ぎの地点でついに途中棄権となる。村井に支えられた土佐は泣き崩れたまま、その後病院へ搬送された。
- 翌2009年3月の東京マラソンで土佐礼子は、一旦競技者としての区切りをつける事を表明。その東京マラソンでの土佐は5Km過ぎで転倒、右膝から出血のアクシデントにもめげず3位に入り、有終の美を飾る。土佐のゴール後、村井は感極まって男泣きしながら妻の健闘を称えていたが、土佐もその夫の涙に思わずもらい泣きしていた。

## 取り上げられた番組
- J-SPORTS（TBS系）